# Rainbow Coffee House
Das Rainbow Coffee House war ein berühmtes Kaffeehaus in London in der Fleet Street. Es wurde von James Farr im Jahre 1657 eröffnet, es war das zweite Kaffeehaus in London. Farr war ursprünglich  Friseur gewesen.
James Farr übernahm einige der Geschäftsideen von Pasqua Rosee (1651–1656) der das erste Caféhaus in London 1652 schuf.
Das Rainbow Coffee House war ein Treffpunkt für Freimaurer und französischen hugenottischen Flüchtlingen, die das Café zum Meinungsaustausch nutzen.

## Bemerkenswerte Besucher und Gäste des Rainbow Coffee House
Viele Hugenotten waren den Rainbow Coffee House verbunden. Allerdings gab es auch andere Nationalitäten so deutsche und englische Besucher.

### Französische Exilanten
- Paul Colomiès (1638–1692)
- César de Missy (1703–1775)
- John Theophilus Desaguliers (1683–1744)
- Pierre des Maizeaux (1673–1745)
- David Durand (1680–1763)
- Peter Anthony Motteux (1663–1718)
- Michel de La Roche (1710–1731)
- Voltaire (1694–1778)

### Andere
- Anthony Collins (1676–1729)
- Richard Mead (1673–1754)
- Daniel Maichel (1693–1752)
- Thomas Sprat (1635–1713)
- John Toland (1670–1722)